# Горячівка
Горя́чівка — село в Україні, у Окнянській селищній громаді Подільського району Одеської області. Населення становить 162 осіб.

## Історія
12 червня 2020 року, відповідно до Розпорядження Кабінету Міністрів України від № 724-р «Про визначення адміністративних центрів та затвердження територій територіальних громад Одеської області», увійшло до складу Окнянської селищної громади.
19 липня 2020 року, в результаті адміністративно-територіальної реформи і ліквідації Окнянського району, село увійшло до складу новоутвореного Подільського району.

## Населення
Згідно з переписом УРСР 1989 року чисельність наявного населення села становила 225 осіб, з яких 103 чоловіки та 122 жінки.
За переписом населення України 2001 року в селі мешкали 162 особи.

### Мова
Розподіл населення за рідною мовою за даними перепису 2001 року:
| Мова       | Відсоток |
| ---------- | -------- |
| українська | 74,69 %  |
| молдовська | 16,05 %  |
| російська  | 8,02 %   |
| інші       | 1,24 %   |